# Maison Slavnić
La maison Slavnić (en serbe cyrillique : Славнића кућа у Сенти ; en serbe latin : Slavnića kuća u Senti) est située à Senta, dans la province de Voïvodine et dans le district du Banat septentrional, en Serbie. Elle est inscrite sur la liste des monuments culturels de grande importance de la République de Serbie (identifiant no SK 1234).

## Présentation

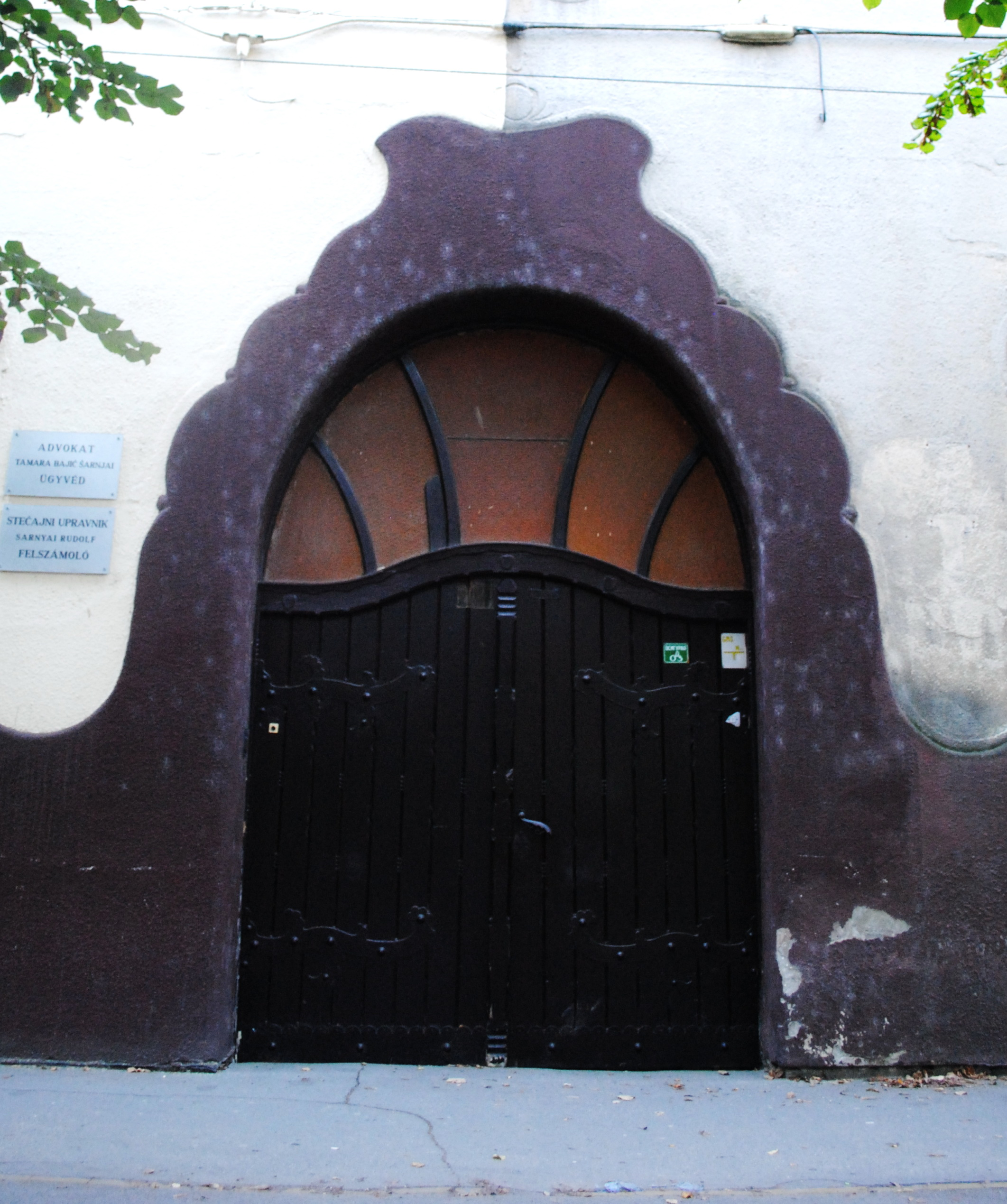
Détail de l'entrée principale

La maison a été construite en 1904-1905 pour Krsta Slavnić selon un projet de l'architecte Béla Lajta, l'un des disciples les plus talentueux d'Ödön Lechner, l'inventeur de la variante hongroise du style Sécession,.
La maison, à fonction résidentielle, se répartit sur un plan en forme de « U » ; elle présente une façade sur rue asymétrique dont les ailes se déploient de part et d'autre de l'entrée principale. La décoration de la façade, avec ses rubans de plâtre ondoyant autour des ouvertures et en-dessous du toit et ses motifs en forme de cœurs et de trèfle, donne à l'ensemble un aspect « arrondi » et rappelle la caserne des pompiers construite par Lajta à Senta en 1903-1904.
La distribution intérieure de l'édifice est essentiellement fonctionnelle.

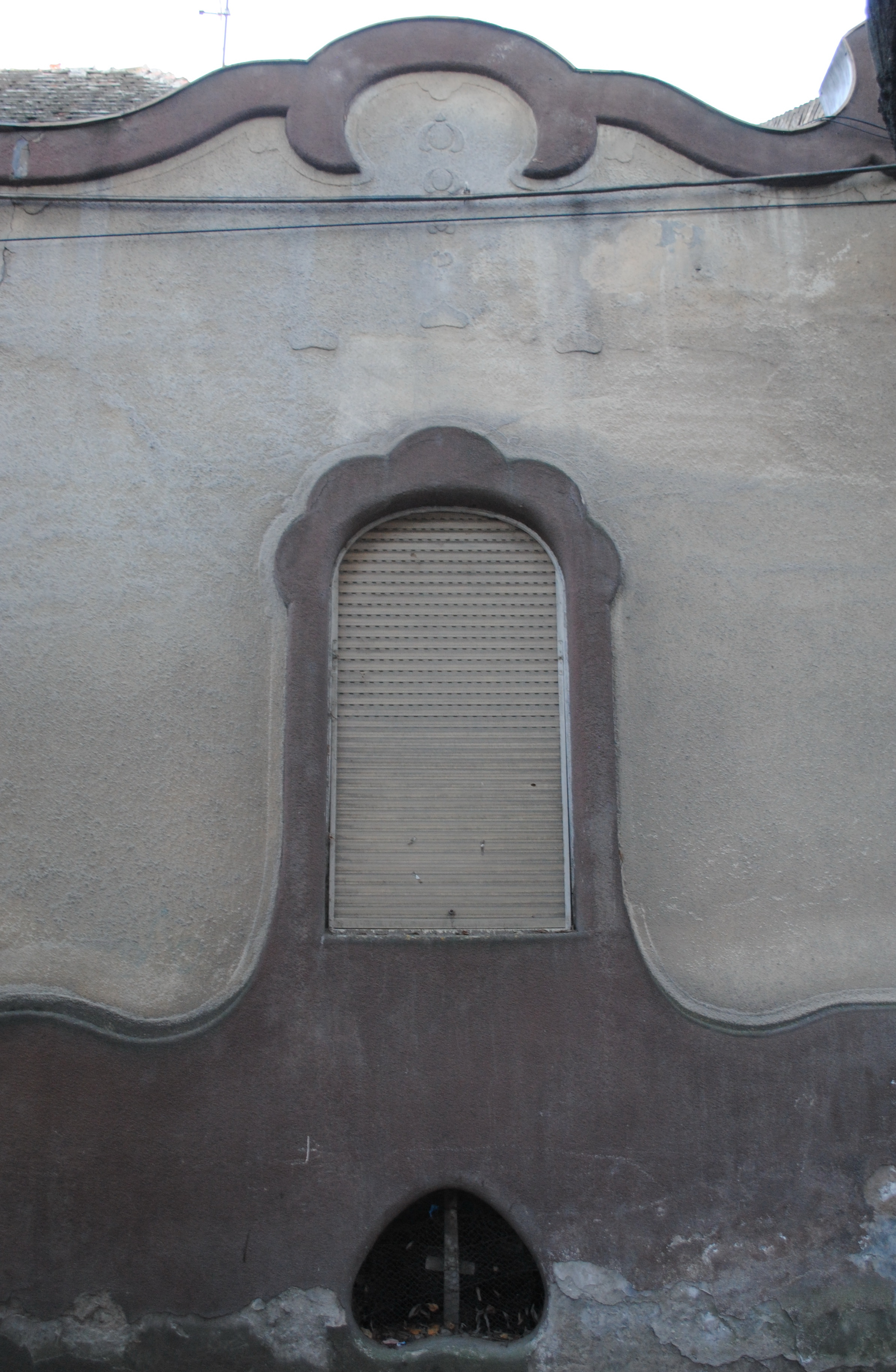
Une fenêtre sur rue
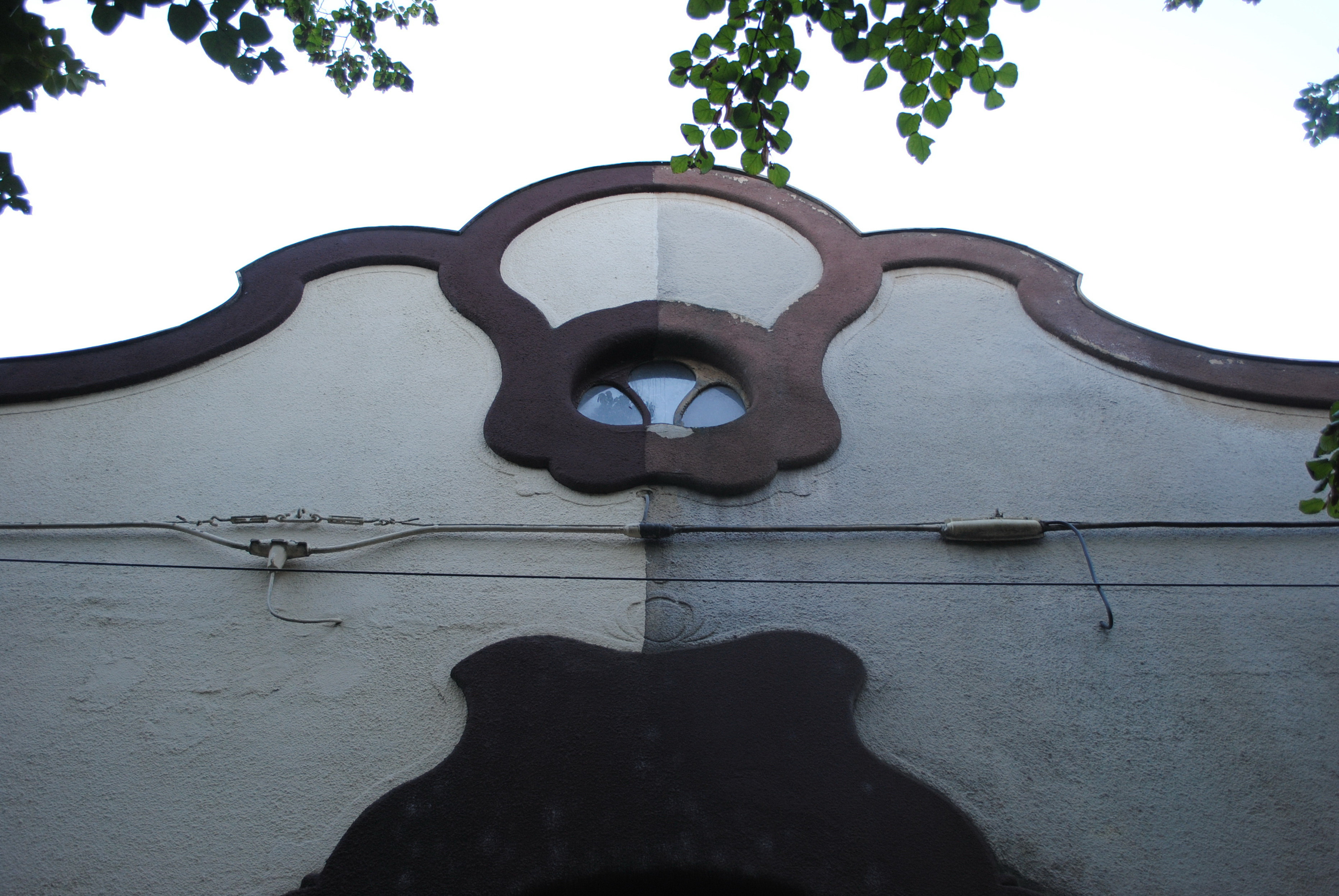
Élément de décoration
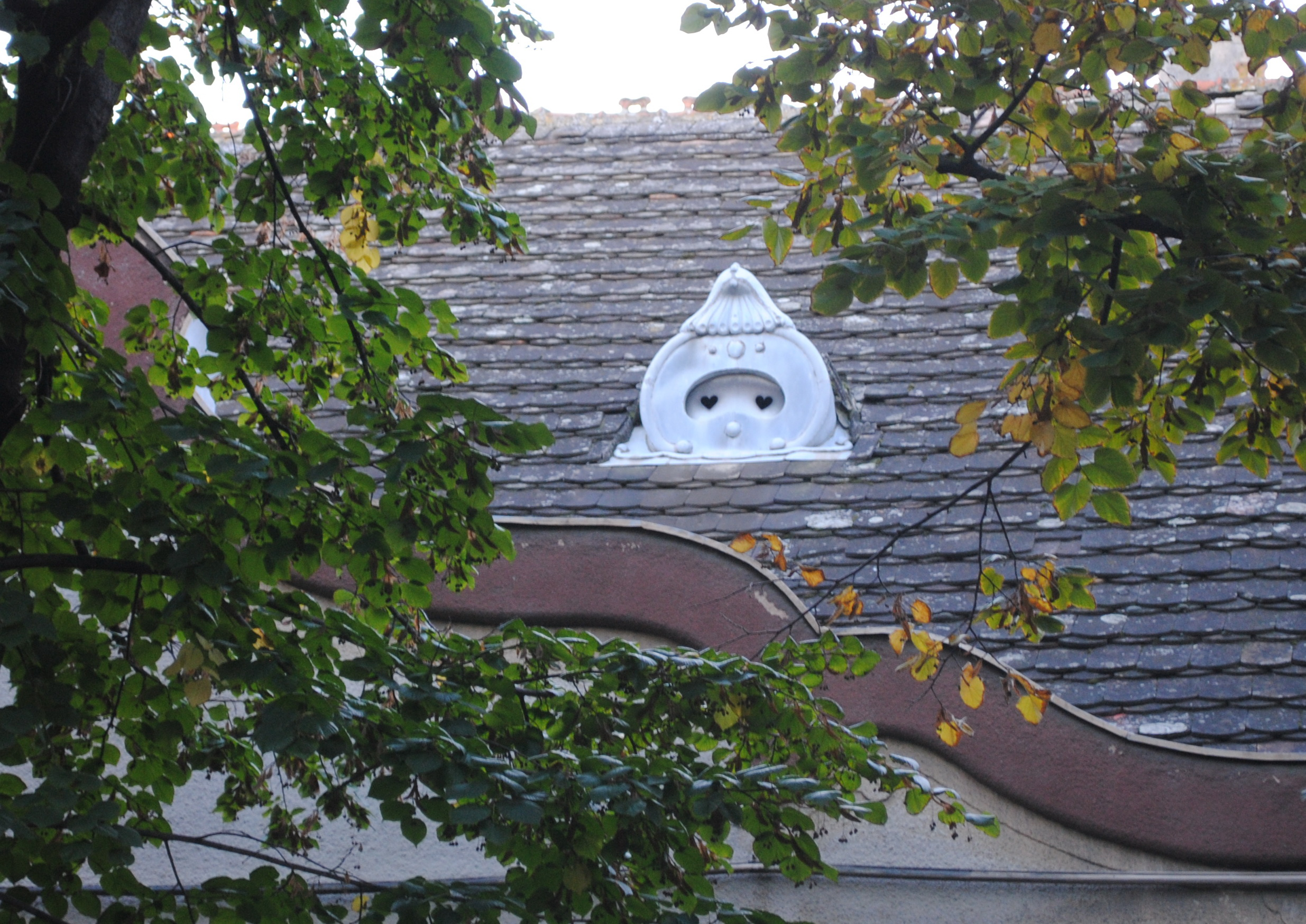
Élément de décoration